# Giorgio Pallavicino Trivulzio

Stemma base della famiglia Trivulzio

Giorgio Guido Pallavicino Trivulzio (Milano, 24 aprile 1796 – Casteggio, 4 agosto 1878) è stato un patriota e politico italiano.

## Biografia
Nato in una famiglia aristocratica (egli fu Marchese, Signore di San Fiorano, Consignore della Calciana Inferiore, Patrizio Milanese, Patrizio Veneto) da Giorgio Pio e da Anna Besozzi, dopo aver viaggiato a lungo per l'Europa si iscrisse alla Carboneria. 
Allo scoppio dei moti del 1820-1821 partecipò attivamente all'insurrezione; in particolare, si era recato in Piemonte con Gaetano Castiglia per invitare Carlo Alberto a entrare in Lombardia. Arrestato il 4 dicembre 1821,  interrogato dal magistrato inquirente Salvotti, il 22 febbraio 1823 fece ammissioni compromettenti per altri patrioti fra i quali Federico Confalonieri. Nel successivo processo Pallavicino fu condannato a morte; la pena fu poi commutata a venti anni di carcere duro che scontò nella prigione asburgica dello Spielberg (presso Brno) fino al 1832, e poi in quelle di Gradisca e di Lubiana. Amnistiato nel 1835, dopo un periodo di confino a Praga, nel 1840 tornò in Lombardia.
Riprese a svolgere attività politica dopo le Cinque giornate del 1848. Rifugiatosi dapprima in Svizzera e poi a Parigi, dove incontrò Daniele Manin, soggiornò a lungo anche a Torino. A Torino fu eletto nel parlamento sabaudo dalla seconda alla sesta legislatura (1849-1860). In Piemonte fu uno dei fondatori della Società nazionale italiana, nella presidenza della quale succedette a Manin nel dicembre 1857, e in tale veste si adoperò per l'organizzazione della spedizione dei Mille.
Fu nominato senatore nell'aprile 1860.
Il Cavour, che non si fidava di Agostino Bertani, segretario generale del dittatore Garibaldi, favorì la nomina del Pallavicino come prodittatore a Napoli da parte di Garibaldi subito dopo l'ingresso nella città (settembre 1860). Pallavicino si batté, contro il volere dello stesso Garibaldi, per l'annessione immediata delle province napoletane al Regno di Sardegna e dopo il plebiscito del 21 ottobre, venne decorato con il collare dell'Annunziata.
Successivamente venne nominato prefetto di Palermo, carica che ricoprì dal 16 aprile al 25 luglio 1862. Il 15 luglio 1862 Giuseppe Garibaldi tenne in quella città un infuocato discorso in cui invocava la liberazione di Roma; Pallavicino, grande amico del generale, non intervenne. Dopo la giornata dell'Aspromonte (29 agosto 1862), il primo ministro Urbano Rattazzi lo destituì. Restò ancora Vicepresidente  del Senato (3 febbraio 1861-21 maggio 1863).
Dal dicembre 1864 Pallavicino si ritirò a vita privata, non partecipando più ai lavori del Senato del Regno. Gli ultimi anni di vita li trascorse nell'amato paese di San Fiorano dove il Marchese fece ristrutturare un vetusto castello di famiglia.
Morto a Genestrello (frazione di Casteggio) il 4 agosto 1878 la salma venne tumulata nella cripta della chiesa parrocchiale di San Fiorano. 

## Dopo la morte
Illustre concittadino, nonché primo Sindaco, in vista del venticinquesimo anniversario dalla morte, sorse nel paese di San Fiorano un Comitato per onorarne la memoria con un monumento. 
Alla sottoscrizione pubblica promossa vi aderì anche S.M. Re Vittorio Emanuele III, il Presidente del Consiglio dei Ministri Giuseppe Zanardelli ed il Ministro dell'Interno Giovanni Giolitti.
L’opera venne realizzata dallo scultore codognese Annibale Monti (1875-1941).
La cerimonia inaugurale del Monumento, con grande concorso di folla, si tenne il 9 agosto 1903.

## Galleria d'immagini

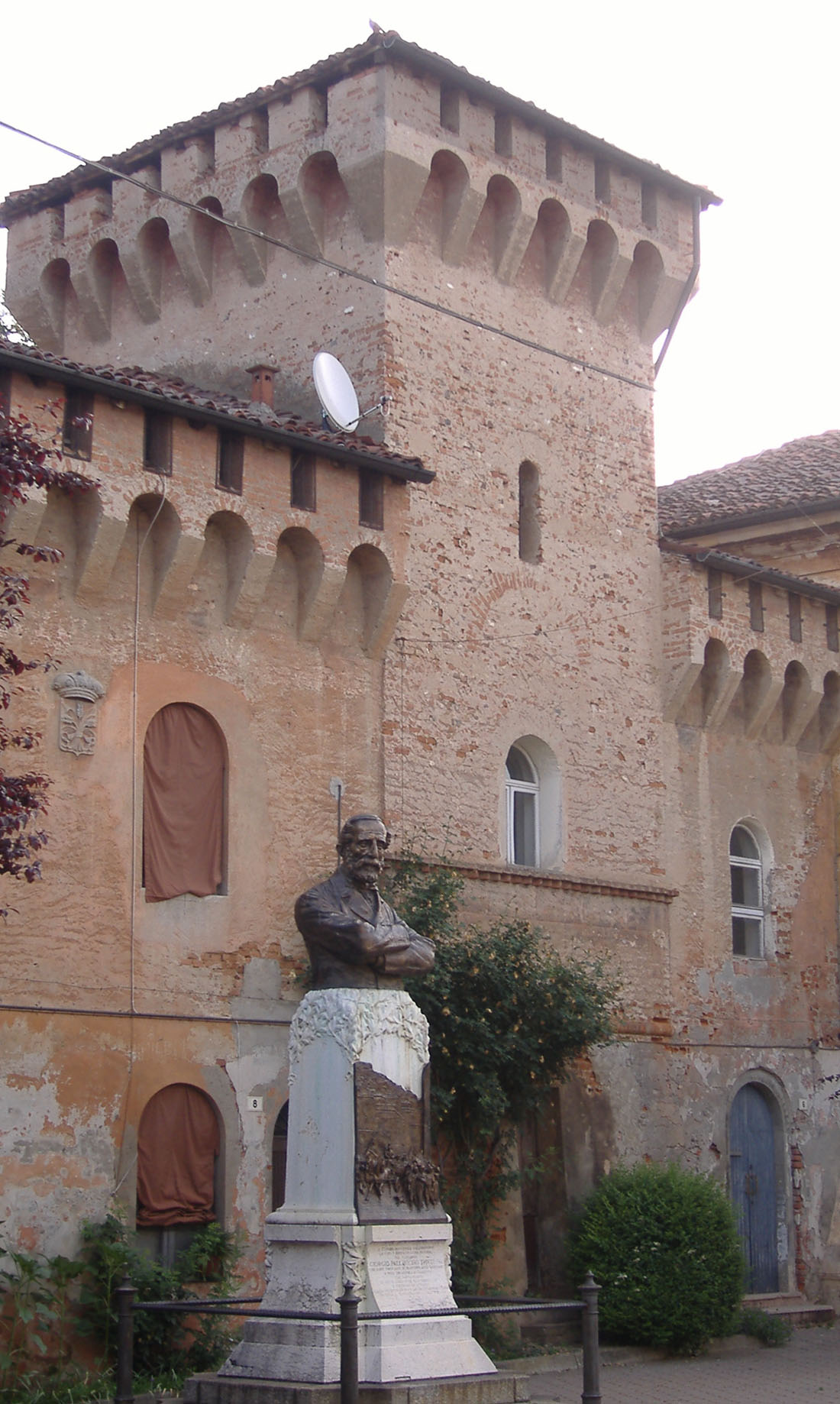
Il monumento a Giorgio Pallavicino, antistante il castello di San Fiorano.
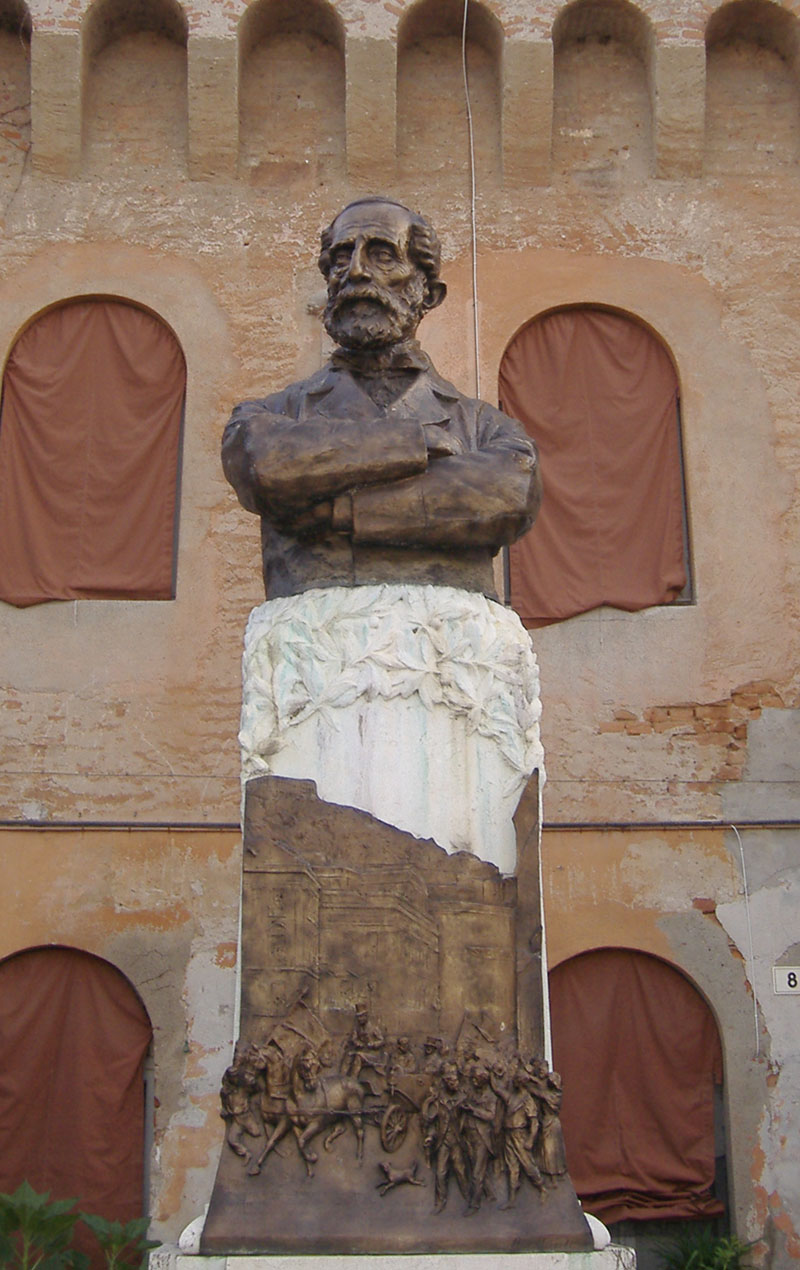
Il monumento visto di fronte

## Ascendenza
|                                                   |                    |                                            | Genitori                                    |  |  | Nonni |  |  | Bisnonni                          |  |  | Trisnonni                         |  |
|                                                   |                    |                                            |                                             |  |  |       |  |  | Giangiorgio Pallavicino Trivulzio |  |  | Giangiorgio Pallavicino Trivulzio |  |
|                                                   |                    |                                            |                                             |  |  |       |  |  | Giangiorgio Pallavicino Trivulzio |  |  | Giangiorgio Pallavicino Trivulzio |  |
|                                                   |                    | Angela Lampugnani                          |                                             |  |  |       |  |  | Giangiorgio Pallavicino Trivulzio |  |  |                                   |  |
| Pio Giorgio Pallavicino Trivulzio                 |                    |                                            |                                             |  |  |       |  |  | Giangiorgio Pallavicino Trivulzio |  |  |                                   |  |
|                                                   |                    | Laura Lampugnani                           | Luigi Lampugnani                            |  |  |       |  |  |                                   |  |  |                                   |  |
|                                                   |                    | Laura Lampugnani                           | Luigi Lampugnani                            |  |  |       |  |  |                                   |  |  |                                   |  |
|                                                   |                    | Laura Lampugnani                           | …                                           |  |  |       |  |  |                                   |  |  |                                   |  |
| Giorgio Gaetano Pallavicino Trivulzio             |                    | Laura Lampugnani                           |                                             |  |  |       |  |  |                                   |  |  |                                   |  |
|                                                   |                    | Carlo Borromeo Arese, V marchese di Angera | Renato II Borromeo, IV marchese di Angera   |  |  |       |  |  |                                   |  |  |                                   |  |
|                                                   |                    | Carlo Borromeo Arese, V marchese di Angera | Renato II Borromeo, IV marchese di Angera   |  |  |       |  |  |                                   |  |  |                                   |  |
|                                                   |                    | Carlo Borromeo Arese, V marchese di Angera | Giulia Arese                                |  |  |       |  |  |                                   |  |  |                                   |  |
| Margherita Borromeo Arese                         |                    | Carlo Borromeo Arese, V marchese di Angera |                                             |  |  |       |  |  |                                   |  |  |                                   |  |
|                                                   |                    | Camilla Barberini                          | Maffeo Barberini, II principe di Palestrina |  |  |       |  |  |                                   |  |  |                                   |  |
|                                                   |                    | Camilla Barberini                          | Maffeo Barberini, II principe di Palestrina |  |  |       |  |  |                                   |  |  |                                   |  |
|                                                   |                    | Camilla Barberini                          | Olimpia Giustiniani                         |  |  |       |  |  |                                   |  |  |                                   |  |
| Giorgio Pallavicino Trivulzio                     |                    | Camilla Barberini                          |                                             |  |  |       |  |  |                                   |  |  |                                   |  |
|                                                   | Antonio Maria Dati | Paolo Dati                                 |                                             |  |  |       |  |  |                                   |  |  |                                   |  |
|                                                   | Antonio Maria Dati | Paolo Dati                                 |                                             |  |  |       |  |  |                                   |  |  |                                   |  |
|                                                   | Antonio Maria Dati | Artemisia Maggi                            |                                             |  |  |       |  |  |                                   |  |  |                                   |  |
| Antonio Dati della Somaglia, conte della Somaglia | Antonio Maria Dati |                                            |                                             |  |  |       |  |  |                                   |  |  |                                   |  |
|                                                   |                    | Giulia Ugolani                             | …                                           |  |  |       |  |  |                                   |  |  |                                   |  |
|                                                   |                    | Giulia Ugolani                             | …                                           |  |  |       |  |  |                                   |  |  |                                   |  |
|                                                   |                    | Giulia Ugolani                             | …                                           |  |  |       |  |  |                                   |  |  |                                   |  |
| Anna Maria Dati della Somaglia                    |                    | Giulia Ugolani                             |                                             |  |  |       |  |  |                                   |  |  |                                   |  |
|                                                   |                    | Carlo Francesco Visconti                   | Ermes Visconti, II marchese di San Vito     |  |  |       |  |  |                                   |  |  |                                   |  |
|                                                   |                    | Carlo Francesco Visconti                   | Ermes Visconti, II marchese di San Vito     |  |  |       |  |  |                                   |  |  |                                   |  |
|                                                   |                    | Carlo Francesco Visconti                   | Margherita Archinto                         |  |  |       |  |  |                                   |  |  |                                   |  |
| Camilla Visconti                                  |                    | Carlo Francesco Visconti                   |                                             |  |  |       |  |  |                                   |  |  |                                   |  |
|                                                   |                    | Chiara Douglas Scotti                      | Odoardo Douglas Scotti                      |  |  |       |  |  |                                   |  |  |                                   |  |
|                                                   |                    | Chiara Douglas Scotti                      | Odoardo Douglas Scotti                      |  |  |       |  |  |                                   |  |  |                                   |  |
|                                                   |                    | Chiara Douglas Scotti                      | …                                           |  |  |       |  |  |                                   |  |  |                                   |  |
|                                                   |                    | Chiara Douglas Scotti                      |                                             |  |  |       |  |  |                                   |  |  |                                   |  |